# Fredrik Stoor
Fredrik Olof Esaias Stoor Siekkinen né le 28 février 1984 à Stockholm (Suède) est un footballeur international suédois qui évolue au sein de l'IF Brommapojkarna depuis janvier 2015 au poste d'arrière droit.

## Palmarès
Néant